# 北尤伊斯特岛

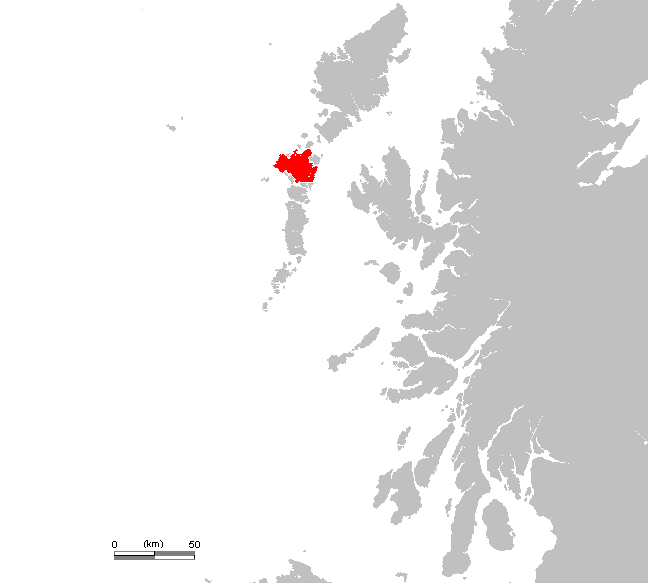
位置

北尤伊斯特岛（英語：North Uist）是苏格兰外赫布里底群岛中的一个岛屿。
北尤伊斯特岛是苏格兰第十大岛屿。面积有303平方公里，略比南尤伊斯特岛小。除了东南部以外，整个岛地势平坦，由泥炭沼、小湖和丘陵覆盖。全岛面积一半以上被水体覆盖。
岛上主要的居住区是Lochmaddy，一个渔港。